# Rosinbombere
Rosinbomber (tysk: Rosinenbomber) var det dagligdags navn, som berlinerne gav til de vestallierede (amerikanske og britiske) transportfly, der bragte forsyninger med luftbro til Vestberlin under den sovjetiske Berlinblokade i 1948/1949. På amerikansk-engelsk blev de kaldt Candy Bombers.

## Historie
Navnet opstod af, at nogle piloter frivilligt begyndte at smide slik (og formodentlig også rosiner) med små, selvlavede faldskærme ud af vinduet til børn, der stod opstillet i udkanten af Vestberlins flyvepladser og så på flyene. Disse handlinger blev først tilskrevet den amerikanske pilot Gail Halvorsen, med øgenavnet "Onkel Wiggly Wings", som begyndte at smide chokoladebarer, han havde fastgjort lommetørklæder til, mens han nærmede sig Tempelhof Lufthavn. Efter omfattende dækning i medierne beordrede generalløjtnant William H. Tunner udvidede nedkastningerne som "Operation Little Vittles".
Efterhånden som denne gestus blev velkendt, nød den betydelig støtte i den amerikanske offentlighed. Halvorsen og hans kammerater modtog stor støtte i form af flere og flere donationer af slik fra konfektureindustrien, mens frivillige civile lavede faldskærme til leveringerne. Disse handlinger bidrog til udviklingen af de tysk-amerikanske relationer efter krigen.
I dag bruges navnet Rosinenbomber almindeligvis om adskillige historiske typer militærfly, der var involveret i Berlins luftbro, først og fremmest den firemotorede Douglas C-54 Skymaster og Douglas C-47 Skytrain.

## Eksterne links
- Berlin-Airlift Veterans Association Arkiveret 25 November 2009 hos  Wayback Machine
- "Hvorfor vi gjorde, hvad vi gjorde" Arkiveret 9 November 2009 hos  Wayback Machine   Personlige beretninger om rosinbomberne i Berlins luftbro
- Rosinenbomber Arkiveret 12 January 2012 hos  Wayback Machine Haus der Geschichte der Bundesrepublik Deutschland (Museum i Bonn, Tyskland)
- Operation Plainfare Britisk bidrag til Berlins luftbro